# Xã Deerfield, Quận Lapeer, Michigan
Xã Deerfield (tiếng Anh: Deerfield Township) là một xã thuộc quận Lapeer, tiểu bang Michigan, Hoa Kỳ. Năm 2010, dân số của xã này là 5.695 người.